# Villar San Costanzo
Villar San Costanzo là một đô thị tại tỉnh Cuneo trong vùng Piedmont của Italia, vị trí cách khoảng 70 km về phía tây nam của Torino và khoảng 15 km về phía tây bắc của Cuneo. Tại thời điểm ngày 31 tháng 8 năm 2007, đô thị này có dân số 1.474 người và diện tích là 19,5 km².
Villar San Costanzo giáp các đô thị: Busca, Dronero, Roccabruna và Valmala.